# إم تي في هيتس
إم تي في هيتس (بالإنجليزية: MTV Hits)‏ هي قناة دولية مدفوعة مخصصة لعرض موسيقى البوب على مدار 24 ساعة من شبكات فاياكوم سي بي إس أوروبا، الشرق الأوسط، أفريقيا وآسيا، تم إطلاق القناة في 27 مايو 2014 ، لتحل محل إم تي في هيتس (المملكة المتحدة وأيرلندا). القناة متاحة على نطاق واسع في جميع أنحاء أوروبا، باستثناء المملكة المتحدة وأيرلندا.
في عام 2014، بدأت إم تي في هيتس، بالإضافة إلى إم تي في روكس وإم تي في دانس ببث الإصدارات الأوروبية، دون إعلانات تجارية أو تسويق.

## البرامج
- بيغ فات هيتس
- نون - ستوب هيتس
- نوثينغ بت هيتس
- نون - ستوب بوب!
- فريش فيديوز آند هوت هيتس!
- بارتي هيتس
- ولكم تو ذا ويكند!

## شعارات القناة

شعار القناة من 27 مايو 2014 حتى 4 أبريل 2017.
شعار القناة الحالي منذ 5 أبريل 2017.